# Grashausen (Mindelstetten)
Der Weiler Grashausen ist ein Ortsteil der Gemeinde Mindelstetten im Landkreis Eichstätt im Regierungsbezirk Oberbayern des Freistaates Bayern.

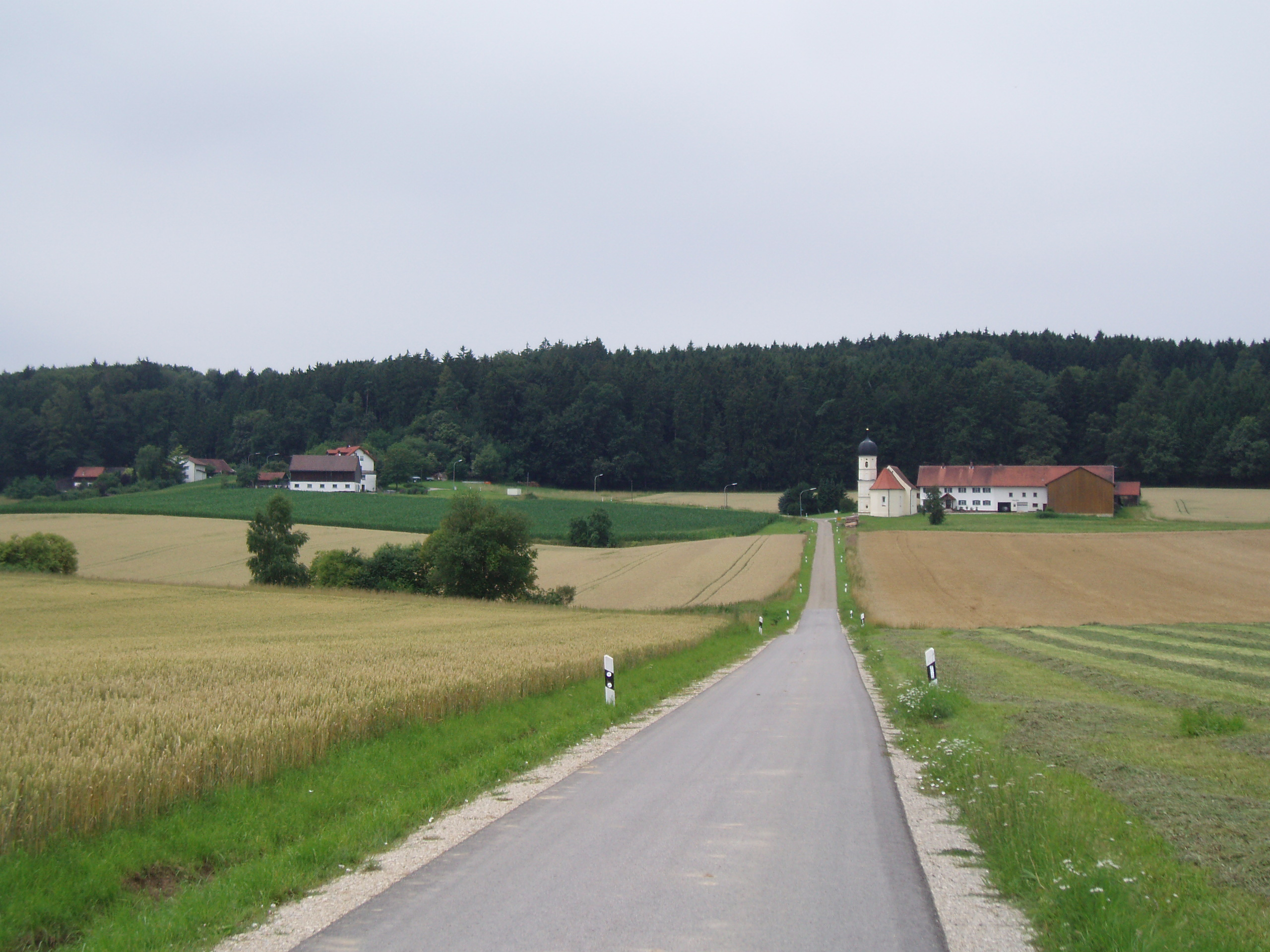
Grashausen, Ortsansicht

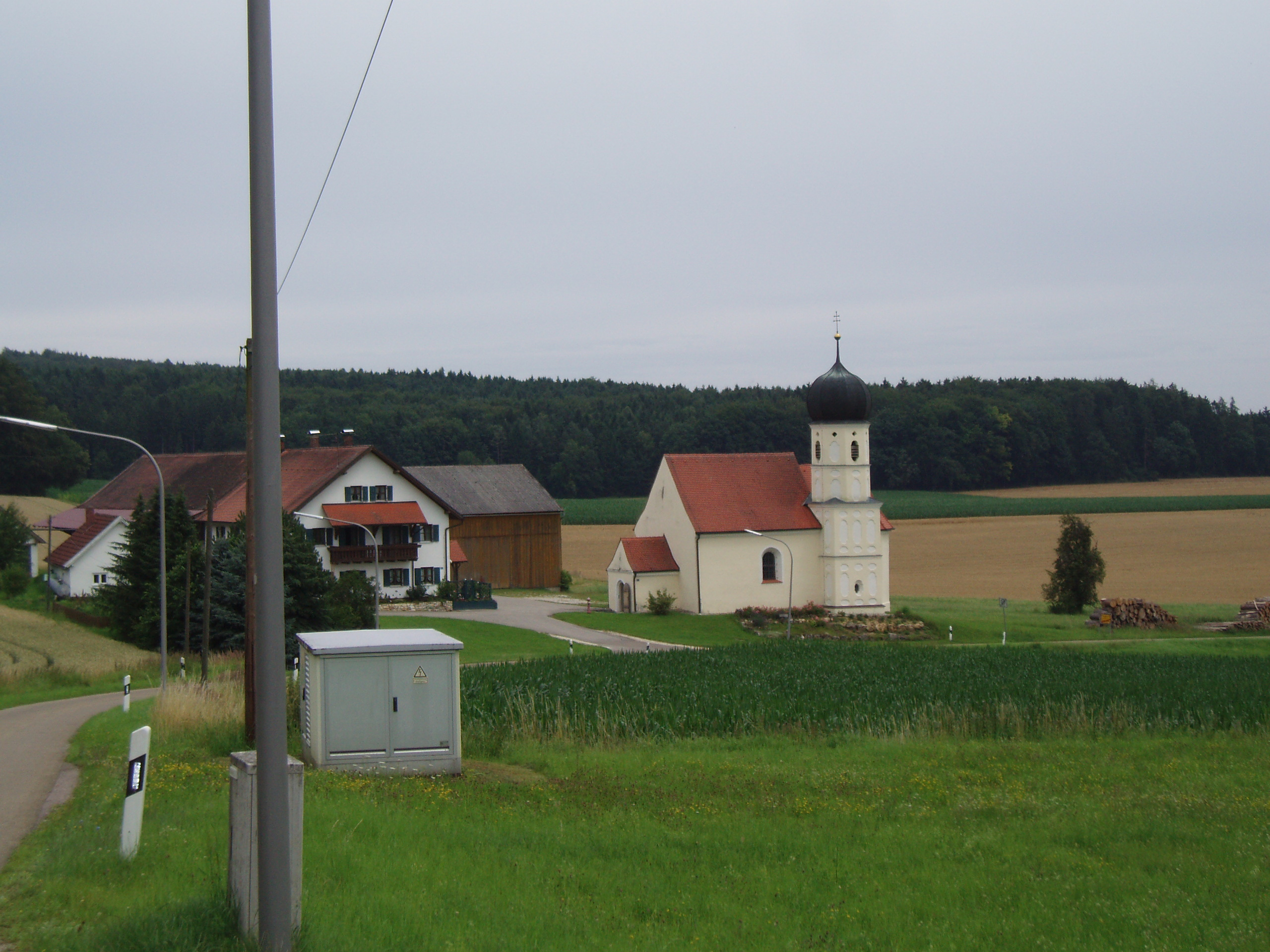
Die Kirche von Grashausen

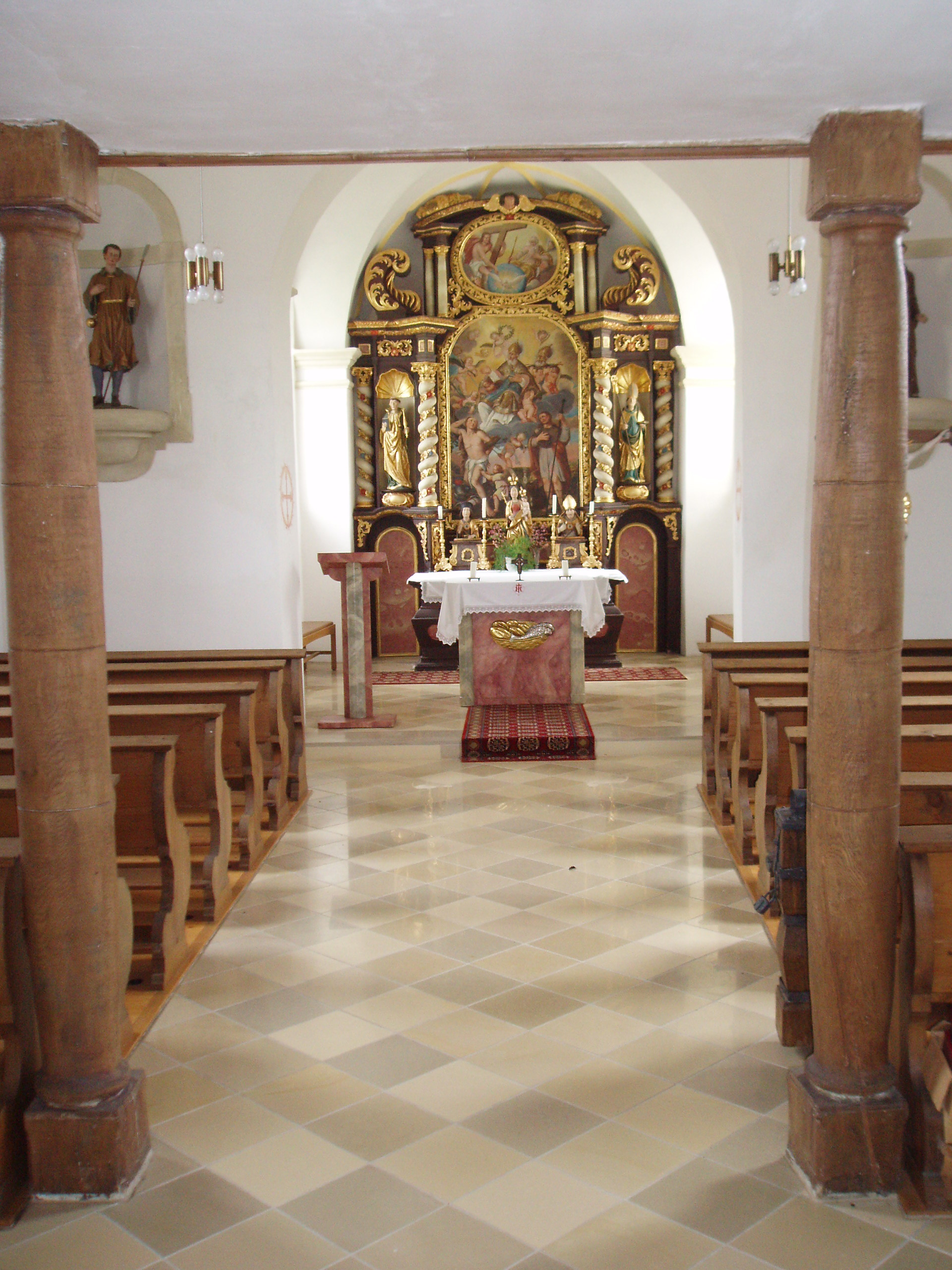
Blick in die Kirche von Grashausen

## Lage
Der Weiler liegt auf der Hochfläche der Südlichen Frankenalb nördlich des Gemeindesitzes Mindelstetten. Der Ort ist über die B 299 zu erreichen, von der bei Tettenagger in Richtung Osten eine Straße abzweigt, die über Grashausen nach Schwabstetten führt.

## Geschichte
Um 1000 ist Grashausen ein Regensburger Bischofshof, der 1150 in der Schenkungsurkunde des Damenstiftes Obermünster in Regensburg erwähnt wird. 1303 wird mit Heinrich der Groshauser ein Ortsadeliger genannt. 1535 kaufte Friedrich von Grumbach den Edelsitz. 1570 gelangte er in den Besitz der Muggenthaler. 1655 schrieb sich Hans Wolf der Muggenthaler von Hinzenhausen auf Mindelstetten und Grashausen; er war Pfleger und Kastner zu Dietfurt. 1680 wurde der Grashauser Markt errichtet, der sich zu einem bedeutenden Viehmarkt entwickelte und 1870 nach Mindelstetten verlegt wurde.
Im Bezirksamt, dem späteren Landkreis Riedenburg und damit im Regierungsbezirk Oberpfalz gelegen, kam Grashausen als Teil der Gemeinde Mindelstetten zusammen mit Mindelstetten im Zuge der bayerischen Gebietsreform am 1. Juli 1972 in den erweiterten Landkreis Eichstätt im Regierungsbezirk Oberbayern. 1983 bestand der Weiler mit seinen 21 Einwohnern aus einem landwirtschaftlichen Vollerwerbsbetrieb und drei Nebenerwerbsbetrieben.

## Katholische Kirche St. Dionys
Hier wurde 1447 eine Kirche erbaut, die im Zuge der Säkularisation 1802 abgebrochen und 1820 wiederaufgebaut wurde. Sie ist eine Nebenkirche von Hagenhill. Der viersäulige Hochaltar mit dem Altarblatt, das die Heiligen Dionys, Sebastian und Jakob zeigt, stammt aus dem 17. Jahrhundert. Das Bild im oberen Auszug zeigt die hl. Dreifaltigkeit. Am Hochaltar stehen zwischen den Säulenpaaren die gotischen Holzfiguren des hl. Rusticus und des hl. Eleuterius und über der Tür des Vorzeichens im Westen der Kirche befindet sich eine Holzfigur des Kirchenpatrons – alle drei entstanden im 15. Jahrhundert. Die beiden Reliquienbüsten auf dem Hochaltar (Ende 15. Jahrhundert) stellen den hl. Sebastian und den hl. Erasmus dar. Der viergeschossige Turm (die unteren 2 Geschosse quadratisch, darüber 2 achteckige Geschosse) mit Haube steht im Südosten der Kirche.